# やぎさわ景一
やぎさわ 景一（やぎさわ けいいち、1972年7月4日 - ）は、日本の漫画家。浜岡賢次の元アシスタント。
浜岡のアシスタントを長らく務めながら同人活動を行っていた。『週刊少年チャンピオン増刊号 浦安鉄筋家族大全集』（2002年8月16日発売）掲載の「死神DEATH」でデビュー。その後2003年に独立し、同年『週刊少年チャンピオン』（秋田書店）連載の『ロボこみ』で連載デビュー。以降は秋田書店の『チャンピオンRED』系の雑誌を中心に活動する。
代表作は『週刊少年チャンピオン』連載の『ロボこみ』、『チャンピオンRED』連載の『突攻! メイドサンダー』。

## 作品リスト
- 死神DEATH（『週刊少年チャンピオン』増刊号 浦安鉄筋家族大全集（2002年8月16日）掲載、読切）

デビュー作。本作品は同名義で同人誌が数冊発行されている。
- ロボこみ（連載デビュー作、『週刊少年チャンピオン』 2003年43号 - 2005年28号、全4巻）
- 突攻! メイドサンダー（『チャンピオンRED』 2006年5月号 - 2008年8月号、全3巻）
- ちょっきんぱにっく（『チャンピオンRED いちご』 2007年VOL.2 - 2009年VOL.14、既刊1巻）
- AI:パト!（『チャンピオンRED』 2009年9月号 - 2010年7月号、全1巻）
- 外伝!浦安鉄筋家族 闘え! 春巻（『Champion タップ!』 2013年7月4日 - 2017年8月3日、『マンガクロス』2018年7月19日、全2巻）

『浦安鉄筋家族』（浜岡賢次著）の登場人物、春巻龍を主人公にしたスピンオフ作品。

## 師匠、アシスタント
- 浜岡賢次（師匠）
- 安部真弘（元アシスタント）[1]